# Чаплинська селищна рада (Васильківський район)
Ча́плинська се́лищна ра́да — орган місцевого самоврядування в Васильківському районі Дніпропетровської області. Адміністративний центр — селище міського типу Чаплине.

## Загальні відомості
- Населення ради: 4 771 особа (станом на 2001 рік)

## Населені пункти
Селищній раді підпорядковані населені пункти:
- смт Чаплине
- с. Журавлинка
- с. Касаєве
- с. Петрикове
- с. Рівне

## Склад ради
Рада складається з 20 депутатів та голови.
- Голова ради: Манько Олена Вячеславівна
- Секретар ради: Проніна Валентина Георгіївна

### Керівний склад попередніх скликань
| Прізвище, ім'я, по батькові  | Основні відомості                                                                       | Дата обрання | Дата звільнення |
| ---------------------------- | --------------------------------------------------------------------------------------- | ------------ | --------------- |
| Безуглий Олександр Іванович  | Селищний голова, 1954 року народження, член Української республіканської партії «Собор» | 26.03.2006   | 31.10.2010      |
| Степаненко Микола Андрійович | Селищний голова, 1942 року народження, освіта середня спеціальна, член Партії регіонів  | 31.10.2010   | 09.09.2012      |
| Манько Олена Вячеславівна    | Селищний голова, 1967 року народження, освіта вища, член Партії регіонів                | 09.09.2012   |                 |

Примітка: таблиця складена за даними сайту Верховної Ради України

### Депутати
За результатами місцевих виборів 2010 року депутатами ради стали:

#### За суб'єктами висування
| Суб'єкт висування                                       | Кількість обраних депутатів | %  |
| ------------------------------------------------------- | --------------------------- | -- |
| Партія регіонів                                         | 18                          | 90 |
| Комуністична партія України                             | 1                           | 5  |
| Політична партія Всеукраїнське об'єднання «Батьківщина» | 1                           | 5  |

#### За округами
| № округу                                                | Прізвище, ім'я, по батькові     | Дата визнання обраним | Освіта             | Партійна приналежність                        | Відомості про обраного депутата                                                          |
| ------------------------------------------------------- | ------------------------------- | --------------------- | ------------------ | --------------------------------------------- | ---------------------------------------------------------------------------------------- |
| Комуністична партія України                             |                                 |                       |                    |                                               |                                                                                          |
| 2                                                       | Данільченко Сергій Іванович     | 04.11.2010            | середня            | позапартійний                                 | тягова підстанція, начальник                                                             |
| Партія регіонів                                         |                                 |                       |                    |                                               |                                                                                          |
| 1                                                       | Помазан Іван Іванович           | 04.11.2010            | вища               | член Партії регіонів                          | ВЧД-3 ПТО, електрозварювальник                                                           |
| 3                                                       | Безуглий Олександр Григорович   | 04.11.2010            | вища               | позапартійний                                 | Чаплинська селищна рада, голова                                                          |
| 4                                                       | Братко Алла Федорівна           | 04.11.2010            | вища               | член Партії регіонів                          | ТОВ «Енергобуд», бухгалтер                                                               |
| 6                                                       | Дубовик Григорій Михайлович     | 04.11.2010            | середня            | член Партії регіонів                          | будівельно-монтажне управління, майстер                                                  |
| 7                                                       | Штієнко Любов Дмитрівна         | 04.11.2010            | середня            | член Партії регіонів                          | ПТО ст. Чаплине, оператор                                                                |
| 8                                                       | Бурдейна Ольга Миколаївна       | 04.11.2010            | вища               | член Партії регіонів                          | Чаплинська загальноосвітня школа, директор                                               |
| 9                                                       | Тітова Лариса Анатоліївна       | 04.11.2010            | вища               | член Партії регіонів                          | Чаплинська загальноосвітня школа, вчитель                                                |
| 10                                                      | Узун Віктор Дмитрович           | 04.11.2010            | середня            | член Партії регіонів                          | Чаплинське локомотивне депо, тесляр                                                      |
| 11                                                      | Головко Раїса Петрівна          | 04.11.2010            | вища               | член Партії регіонів                          | Чаплинська філія Васильківського центру соціальних служб для сім'ї та молоді, спеціаліст |
| 12                                                      | Саприкін Олег Олександрович     | 04.11.2010            | середня            | член Партії регіонів                          | дистанція сигналізації та зв'язку НДВузол, електромеханік                                |
| 13                                                      | Якименко Любов Андріївна        | 04.11.2010            | середня спеціальна | член Партії регіонів                          | клуб залізничників ст. Чаплине, директор                                                 |
| 14                                                      | Проніна Валентина Георгіївна    | 04.11.2010            | середня            | член Партії регіонів                          | Чаплинська селищна рада, секретар                                                        |
| 15                                                      | Колєсов Олександр Олександрович | 04.11.2010            | середня            | позапартійний                                 | перший загін воєнізованої охорони Придніпровської залізниці, начальник                   |
| 16                                                      | Манько Олена Вячеславівна       | 04.11.2010            | середня спеціальна | член Партії регіонів                          | Чаплинська селищна рада, землевпорядник                                                  |
| 17                                                      | Скляр Валентина Павлівна        | 04.11.2010            | середня            | позапартійна                                  | Чаплинська селищна рада, спеціаліст                                                      |
| 18                                                      | Фоменко Євген Антонович         | 04.11.2010            | середня            | позапартійний                                 | пенсіонер                                                                                |
| 19                                                      | Вітюк Сергій Саркісович         | 04.11.2010            | середня            | позапартійний                                 | Синельниківська дистанція колії, старший шляховий майстер                                |
| 20                                                      | Назаренко Ольга Анатоліївна     | 04.11.2010            | середня            | член Партії регіонів                          | Синельниківське міжміське бюро технічної інвентаризації, спеціаліст                      |
| Політична партія Всеукраїнське об'єднання «Батьківщина» |                                 |                       |                    |                                               |                                                                                          |
| 5                                                       | Шпак Маргарита Олександрівна    | 04.11.2010            | вища               | член Всеукраїнського об'єднання «Батьківщина» | станція Синельникове-1, сигналіст                                                        |